# Новорусский сельский совет
Новорусский сельский совет (укр. Новоруська сільська рада) — входит в состав
Павлоградского района
Днепропетровской области
Украины.
Административный центр сельского совета находится в 
с. Новая Русь.

## Населённые пункты совета
- с. Новая Русь
- с. Зелёное
- с. Марьевка